# 维特拉克 (康塔尔省)
维特拉克（法語：Vitrac，法語發音：[vitʁak]）是法国康塔尔省的一个市镇，属于欧里亚克区。

## 地理
维特拉克（44°48'55"N, 2°18'53"E）面积17.88 平方千米，位于法国奥弗涅-罗讷-阿尔卑斯大区康塔爾省，该省份为法国中南部省份，位于法國中央高原中心，北起科雷兹省、上盧瓦爾省和多姆山省，西接洛特省和科雷兹省，南至阿韦龙省和洛特省，东临上盧瓦爾省和洛泽尔省。
与维特拉克接壤的市镇（或旧市镇、城区）包括：布瓦塞、马科莱斯、圣马梅-拉萨尔沃塔。

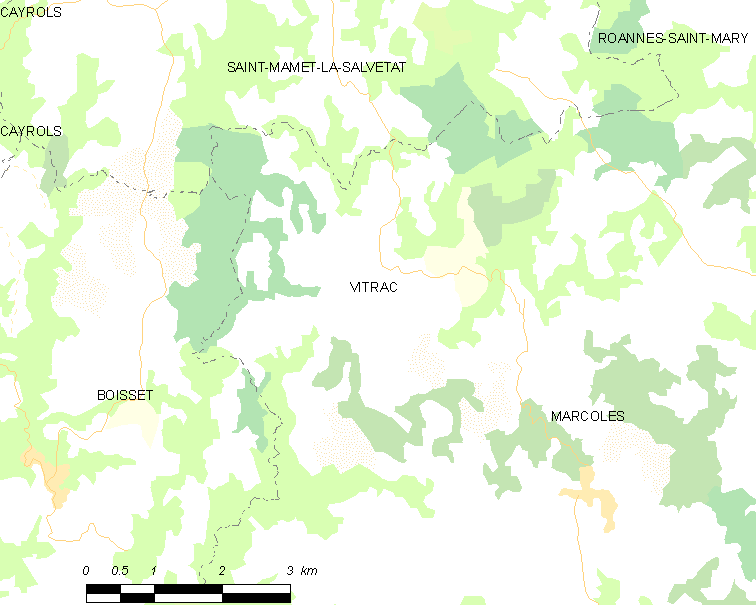
的OSM定位图

维特拉克的时区为UTC+01:00、UTC+02:00（夏令时）。

## 行政
维特拉克的邮政编码为15220，INSEE市镇编码为15264。

## 政治
维特拉克所属的省级选区为莫尔斯县。

## 人口

1962-2008年间人口变化图示

维特拉克于2022年1月1日时的人口数量为269人。